# Kępie na Wyżynie Miechowskiej (Natura 2000)

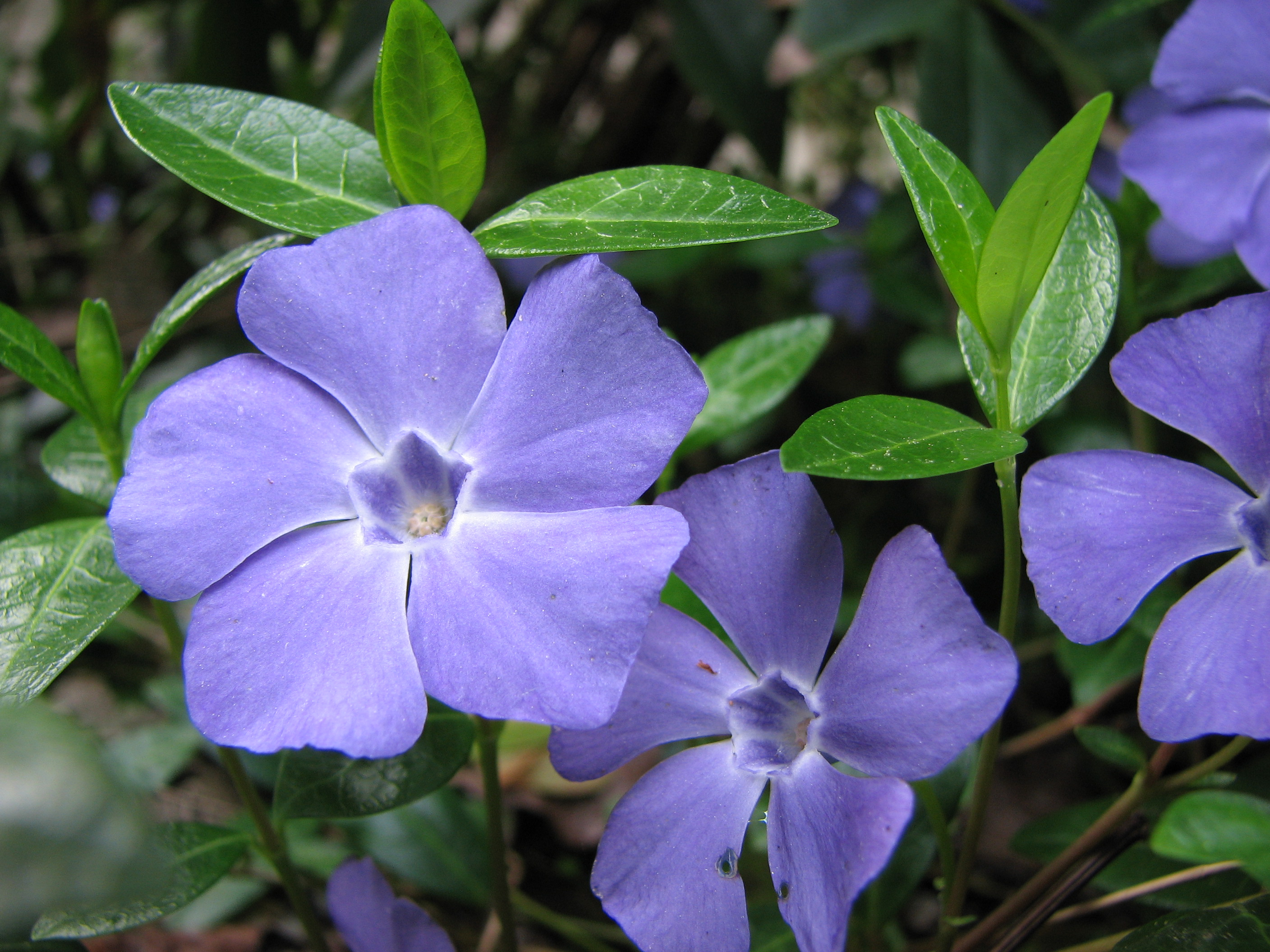
Barwinek pospolity

Kępie na Wyżynie Miechowskiej (PLH120070) – projektowany specjalny obszar ochrony siedlisk, aktualnie obszar mający znaczenie dla Wspólnoty, położony w północno-zachodniej części Wyżynie Miechowskiej, o powierzchni 54,17 ha. Leży w obrębie Obszaru Chronionego Krajobrazu Wyżyny Miechowskiej.
Ponad 82% powierzchni obszaru chroni dodatkowo rezerwat przyrody Kępie na Wyżynie Miechowskiej.
W obszarze podlega ochronie grąd (Tilio-Carpinetum) – siedlisko przyrodnicze z załącznika I dyrektywy siedliskowej.
Występują tu gatunki roślin objętych ochroną gatunkową lub zagrożonych:
- kopytnik pospolity (Asarum europaeum)
- konwalia majowa (Convallaria majalis)
- wawrzynek wilczełyko (Daphne mezereum)
- przytulia wonna (Galium odoratum)
- lilia złotogłów (Lilium martagon)
- gnieźnik leśny (Neottia nidus-avis)
- barwinek pospolity (Vinca minor)